# Vooruit
Vooruit Arts' Centre (nld. Feestlokaal van Vooruit) – kompleks zabytkowych budynków znajdujący się w belgijskim mieście Gandawa. Pierwotnie obiekt Vooruit był przeznaczony do organizacji różnych festiwali i wystaw sztuki, a także znajdowały się tutaj kino, teatr oraz sala balowa. Pełnił również rolę ośrodka ruchu robotniczego. Obecnie odbywają się tu koncerty, debaty i inne wydarzenia kulturalne.

## Historia
Vooruit został zaprojektowany przez Ferdynanda Dierkens. Został wybudowany w latach 1911–1914 i stał się symbolem ruchu socjalistycznego w okresie międzywojennym. Nazwa obiektu pochodzi od socjalistycznej organizacji komunistycznej (lub spółdzielni) Vooruit (pol. „Naprzód”) (1891-1970), wspieranej przez Edwarda Anseele’a w celu ochrony pracowników przed skutkami niestabilności kapitalizmu. Vooruit zapewniał klasie robotniczej wyżywienie oraz wydarzenia kulturalne w przystępnej cenie.
Obiekt pełnił rolę centrum sztuki i festiwalu oraz był częścią społeczeństwa Flandrii w trakcie II wojny światowej. Ponownie został otwarty w 1982 jako centrum kultury i w takiej formie działa do dziś. W 1983 Vooruit został uznany za pomnik. W roku 2000 po gruntownym odrestaurowaniu, został nagrodzony nagrodą roku dla pomnika flamandzkiego.

## Koncerty
Na przestrzeni lat, w obiekcie ze swoimi koncertami występowało wielu artystów, między innymi Thin Lizzy, Dr. Feelgood, The Sisters of Mercy, R.E.M., The Cult, Manowar, Sonic Youth, King Diamond, Suicidal Tendencies, Mudhoney, Motörhead, Anthrax, Red Hot Chili Peppers, Faith No More, Joe Satriani, Black Sabbath, Saxon, Sepultura, Danzig, INXS, The Smashing Pumpkins, Hole, Nirvana, Rage Against the Machine, Pantera, PJ Harvey, Alice in Chains, Tool, Paradise Lost, Marillion, Nine Inch Nails, Dream Theater, The Prodigy, Machine Head, Skid Row, Fear Factory, Bush, Rammstein, Robbie Williams, Slipknot, Front 242, Killing Joke.